# Urotrygon chilensis
Urotrygon chilensis е вид акула от семейство Urotrygonidae.

## Разпространение и местообитание
Видът е разпространен в Гватемала, Еквадор, Колумбия, Коста Рика, Мексико, Никарагуа, Панама, Перу, Салвадор, Хондурас и Чили.
Среща се на дълбочина от 3 до 60 m, при температура на водата от 21,1 до 25,1 °C и соленост 33,5 – 34,3 ‰.

## Описание
На дължина достигат до 41,9 cm.